# Посредническое меньшинство
Посредническое меньшинство — это незначительная часть населения страны (обычно национальное меньшинство), чей основной род деятельности — посредничество между производителями и потребителями. К этой категории относятся продавцы, торговцы, ростовщики и т. п. Такое «посредническое меньшинство», возможно, подвергается дискриминации, но всё же не находится в самом низу социальной лестницы данного общества. Нечто подобное называли также меньшинство, доминирующее на рынке.
Такие группы очень часто в конце концов, несмотря на дискриминацию, начинают преуспевать в приютившей их стране. Часто члены этих групп берут на себя роль связующего звена между производителем и потребителем, например, они выступают как перекупщики или дают деньги в долг. Известные примеры включают в себя: евреев в Европе даже в периоды сильной дискриминации, китайцев в Юго-Восточной Азии, мусульман и парсов в Индии, народ игбо в Нигерии, индийцев в Южной и Восточной Африке, ливанцев в Западной Африке, выходцев из СССР и стран социалистического лагеря в США в годы холодной войны и так далее.
Посреднические меньшинства часто бывают экономически выгодны обществу и всей стране, часто они помогают создавать новые отрасли промышленности. Однако их финансовый успех, хозяйственные способности, клановость, а также предубеждения других групп против выбранной ими сферы бизнеса могут вызывать недовольство у коренного населения страны. Посреднические меньшинства могут подвергаться насилию, геноциду, к ним могут применять расистскую политику и другие ограничительные меры. Другие этнические группы часто обвиняют такое меньшинство в том, что его представители состоят в заговоре против этой страны или присваивают блага, которые должны принадлежать коренному населению.

## Примеры
- Американские евреи[4]
- Европейские евреи[4]
- Евреи в Османской империи[англ.][4]
- Греки в Османской империи[4]
- Арабы-христиане в арабском мире
- Армяне в Османской империи[англ.][5]
- Бакинские армяне в период Российской империи[6]
- Армяне в Иране в период династии Сефевидов[7][8]
- Азербайджанцы в Иране в XVI—XX веках[9]
- Азербайджанцы в Русском царстве и в Российской империи[9]
- Азербайджанцы в современном Иране[9]
- Азербайджанцы в современной России[9][10]
- Евреи-радхониты
- Бедуины
- Китайцы в США[11]
- Японцы в США[12]
- Корейцы в США[13][14]
- Греки в США[4]
- Армяне в США[4]
- Ливанцы в США[4]
- Китайцы в Юго-Восточной Азии[4]
- Парсы в Индии: их процветание было обеспечено активной поддержкой индийских правителей, поэтому против них не было дискриминации по расовому признаку[4]
- Японцы в Южной Америке[4]
- Сирийцы в Западной Африке[4]
- Ливанцы в Южной Америке[15]
- Выходцы из Хадрамута[англ.][16][17][18]